# 隱神

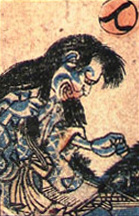
妖怪花牌內的圖案，後來被漫畫家水木茂作為隱身婆的藍本

隱神（日语：隠し神、カクシガミ）為日本的一種妖怪，民間普遍認為此鬼怪於傍晚時分現身，專門拐走在外遊蕩不返家、或者玩捉迷藏的孩子。全國各地口語相傳到後來，出現各式不同的稱呼，詳見後文敘述。

## 概要

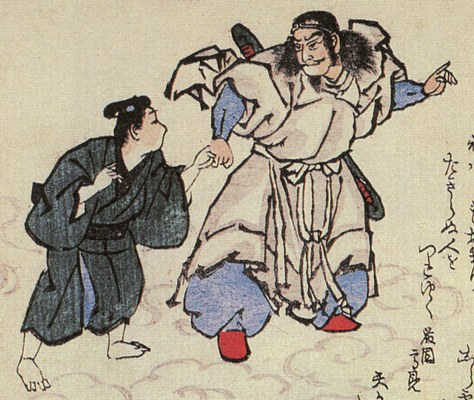
龍齋閑人正澄所繪之《狂歌百物語》裡以〈神隱〉為題的隱神（右）

### 取油鬼（油取り、あぶらとり）
取油鬼乃明治時代流傳於東北地方的妖怪，據說會誘拐小孩，並將之綑綁榨出油來。明治維新之際，有關取油鬼的傳聞在岩手縣遠野地區引起了大恐慌，幾乎每天都會傳出孩童被誘拐擄走的消息。為此，各村莊發出了日落後禁止小女孩外出走動的外出禁止令。另外有人發現河床上出現以木材搭建的小屋，附近出現一些被丟棄的烤魚用魚串（（日語）ハサミ），於是訛傳取油鬼以此魚串刺入小孩身體榨油。
明治初葉山形縣西置賜郡小國町也流行過這個妖怪傳聞，村人們會特別注意一般容易被忽略的地方，並且勸導小孩入夜後不要在外晃蕩。特別是小女孩油脂豐厚，容易榨出很多油。民俗學者柳田國男在其著作《遠野物語拾遺》中則指出，取油鬼的樣貌是有綁腿的腳與帶手的身體相對。

### 隱身坊（隠しん坊、かくしんぼ）
流傳於栃木縣鹿沼市的傳說，黃昏時分會出現，擄走在外流連不返家的孩子的怪物。

### 隱身婆（隠れ婆、かくればば）
依據流傳在兵庫縣神戶市平野町的傳說，隱身婆躲在胡同角落或死巷裡，專門等待傍晚玩捉迷藏的孩子，伺機下手擄走。所以此地的父母常告誡小孩日落前趕快回家，且千萬不要玩捉迷藏。

### 子取婆（ことりばばあ）
和歌山縣流傳的妖怪，擄走黃昏時分還在外不返家的孩子，取肝作為藥材。

### 叺親父（かますおやじ）
「叺」讀成注音：ㄔˇ、拼音：chǐ、昌石切，在日語中意指一種袋子。青森縣西部的津輕地區流傳有一種背負著袋子的大個子鬼怪，專門將哭鬧不休的小孩捉入袋中。秋田縣的鹿角地區也出現這種妖怪，但是稱作「叺背負（（日語）かますしょい）」。長野縣埴科地區則有一種叫做「袋担ぎ（（日語）ふくろかつぎ）」的鬼怪，專門捕捉夜晚時分仍在外晃蕩的孩童。

### 捉子鬼（子取りぞ、ことりぞ）
島根縣出雲地區流傳的妖怪，和東北地方的吸油鬼一樣，會將拐騙來的孩子絞榨出油脂，以便燒製南京皿。

### 化物婆（ばけものばば）
阿伊努人流傳的妖怪，據說會奪走幼孩的靈魂。

## 內部連結
- 神隱
- 日本妖怪列表

## 外部連結
- （日語）百鬼夜行(日本編)